# DLocal
Der Dienstleister DLocal ist ein 2016 gegründetes uruguayisches Unternehmen der Finanztechnologie. Es gilt als erstes „Einhorn“ des Landes.
In Zusammenhang mit dem Börsengang (ISIN: KYG290181018) wurde im April 2021 die DLocal Limited mit Sitz auf den Cayman Islands gegründet.
Für seine Kunden bietet dLocal eine Komplettlösung, um auch Kunden ohne Kreditkarte oder Bankkonto zu erreichen. Als Kunden hat DLocal hauptsächlich Tech-Konzerne im Blick, die Kunden in Schwellenländern erreichen wollen. Der Umsatz lag 2021 bei 244 Millionen US-Dollar.
In den ersten Jahren bot DLocal seine Dienste in Argentinien, Brasilien, Chile, China, Kolumbien, Mexico, Türkei und Uruguay an. Inzwischen sind die Dienstleistungen in über 40 Ländern (meist Schwellenländern) nutzbar.
Firmengründer Kanovich wies 2020 darauf hin, DLocal hätte mehr Kunden als Mitarbeiter (450 Kunden würden von 285 Mitarbeitern betreut).

## Geschäftsführung
- Jacobo Singer – Präsident und COO, von Anfang an bei DLocal; davor bei AstroPay
- Sebastián Kanovich – CEO und Gründer; davor CEO von AstroPay
- Diego Cabrera Canay – CFO; vorher bei MercadoLibre
- Alberto Almeida – CTO; von Anfang an bei DLocal, zwischenzeitlich mehrere Jahre bei Zalando in Deutschland tätig

Zwei weitere Gründer, Andrés Bzurovski Bay und Sergio Fogel, waren 2022 in der Forbes-Liste der 2000 reichsten Menschen genannt.